# Die Verzückung der Heiligen Cäcilia

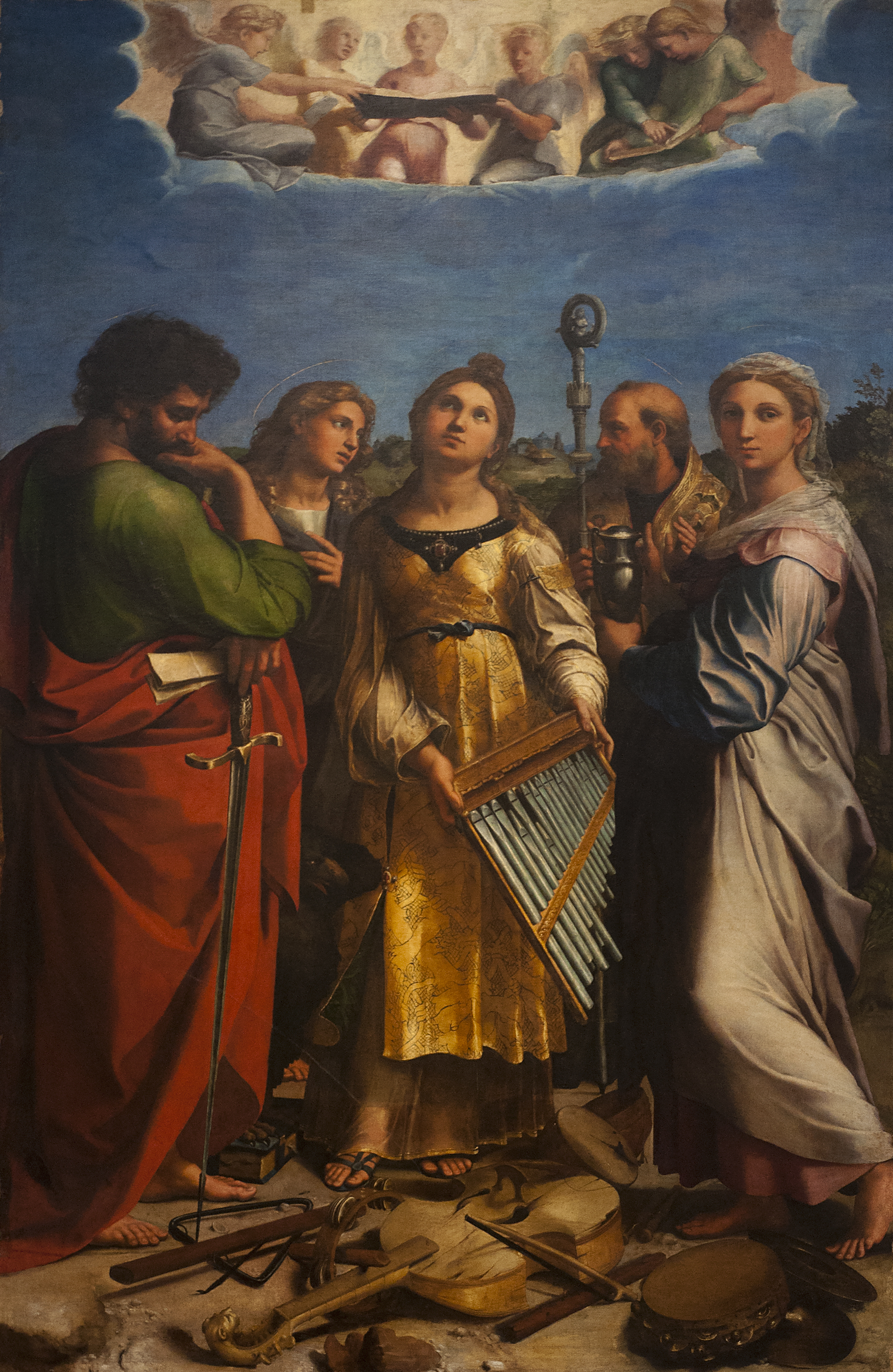
Um 1514 (Öl auf Holz, 236 × 149 cm)

Die Verzückung der Heiligen Cäcilia ist ein Gemälde von Raffael.
Das Altarbild war für die Kirche San Giovanni in Monte in Bologna konzipiert.
Auftraggeberin war die Bologneser Adlige Elena Buglioli dall’Olio.

## Beschreibung
Das Bild zeigt in der Art einer sacra conversazione die heilige Cäcilia mit einem Portativ in Gesellschaft der hll. Paulus mit dem Schwert, Johannes Evangelista mit dem Adler als Attribut, Augustinus gekleidet als Bischof und mit dem Bischofsstab und Maria Magdalenas mit dem Salbgefäß.
Über der Gruppe öffnen sich die Wolken des Himmels und geben den Blick frei auf einen Chor singender Engel. Vor der Versammlung der Heiligen sind Musikinstrumente ausgestreut, darunter Flöten, Becken, Tambourine, eine Triangel und ein großes Streichinstrument.

## Geschichte
Napoleon Bonaparte verschleppte das Gemälde 1798 nach Paris. 1815 kehrte es nach Italien zurück. Heutiger Aufbewahrungsort ist die Pinacoteca Nazionale di Bologna, Inv.-Nr. 577.